# Leary (Texas)
Leary es una ciudad ubicada en el condado de Bowie en el estado estadounidense de Texas. En el Censo de 2010 tenía una población de 495 habitantes y una densidad poblacional de 145,89 personas por km².

## Geografía
Leary se encuentra ubicada en las coordenadas 33°28′1″N 94°12′43″O / 33.46694, -94.21194. Según la Oficina del Censo de los Estados Unidos, Leary tiene una superficie total de 3.39 km², de la cual 3.37 km² corresponden a tierra firme y (0.69%) 0.02 km² es agua.

## Demografía
Según el censo de 2010, había 495 personas residiendo en Leary. La densidad de población era de 145,89 hab./km². De los 495 habitantes, Leary estaba compuesto por el 88.28% blancos, el 7.07% eran afroamericanos, el 1.82% eran amerindios, el 0% eran asiáticos, el 0% eran isleños del Pacífico, el 0.4% eran de otras razas y el 2.42% pertenecían a dos o más razas. Del total de la población el 1.21% eran hispanos o latinos de cualquier raza.